# Hajani
Hajani (w transliteracji z pisma klinowego Ḫa-ia-a-ni, w transkrypcji Ḫayāni) – król Asyrii według Asyryjskiej listy królów, syn Samani i ojciec Ilu-Mera.